# EASON's LIFE世界巡迴演唱會
「EASON's LIFE 世界巡迴演唱會」世界巡迴演唱會是由香港著名男歌手陳奕迅演出之世界巡迴演唱會，於2013年起在亞洲和美、加各大城市舉行。演唱會首站－《EASON's LIFE 世界巡迴演唱會－香港站》於2013年7月至8月在香港體育館舉行，一連25場，刷新他在2013年前個人售票演唱會中最高場數紀錄。
2015年4月巡迴到第二階段，演唱會更新了曲目及製作，並改稱為「Another Eason’s Life」於各地繼續巡迴演出，包括中國長沙、台北、雪梨、紐西蘭、拉斯維加斯、加拿大等地。

## 製作概念
陳奕迅是近年少數能舉行超過五十場次世界巡迴演唱會的香港當代歌手，他已連續舉行四年巡演（包括「DUO」和「EASON's LIFE」）。陳奕迅接受訪問時，透露這次演唱會朱祖兒負責舞台、歌單設計。由於二人合作經驗甚多、默契十足，陳未有對朱的安排作出修改。
這次演唱會之主題為「LIFE」，其實合併自分別是「Life」, 「Illusion」, 「Feeling」及 Enjoy」四字，亦代表分為四部份，帶出人生的主題。陳奕迅並非首次演出類似的主題，他於2006年的「Get a Life in Hong Kong」演唱會也以人生作題材。

## 演唱曲目

### 第一階段：2013-2014 EASON's LIFE 世界巡迴演唱會
LIFE 

1. 今天只做一件事 

2. 花花世界 
 
3. Life Goes On 

4. 每一個明天 
 
5. 美滿人生 
 
6. 歲月如歌 

ILLUSION 

7. Welcome to the future 

8. 隨意門 

9. 時代巨輪 

10. 大人 

11. 碌卡 

12. 活躍症 

FEELING 

13. Stranger under my skin 

14. 沙龍 

15. 幸福摩天輪 

16. 信任  

17. 人來人往 

18. 葡萄成熟時 

19. 最佳損友 

20. 落花流水 

21. 結束開始 

ENJOY 

22. 怕死 

23. 時光倒流二十年 

24. 陀飛輪 

25. 夕陽無限好 

26. 今日 

27. 我的快樂時代 

28. 時代曲 

ENCORE 

29. 主旋律 

30. 床頭床尾 
  
31. 單車 

32. 與我常在 

33. 明年今日 
 
34. 天下無雙 
 
35. 苦瓜 

36. 重口味 

LIFE 

1. 今天只做一件事 

2. 花花世界 
 
3. 路...一直都在 

4. 早開的長途班 
 
5. 美滿人生 
 
6. 歲月如歌 

ILLUSION 

7. Welcome to the future 

8. 隨意門 

9. 時代巨輪 

10. 大人 

11. 碌卡 

12. 活躍症 

FEELING 

13. Stranger under my skin 

14. 沙龍 

15. 積木 

16. 淘汰  

17. 你的背包 

18. 愛情轉移 

19. 結束開始 

ENJOY 

20. 怕死 

21. 狂人日記 

22. 內疚 

23. 夕陽無限好 

24. 今日 

25. 我的快樂時代 

26. 時代曲 

ENCORE 

27. 單車 

28. 好久不見 
  
29. 重口味 

LIFE 

1. 今天只做一件事 

2. 花花世界 
 
3. 路...一直都在 

4. 早開的長途班 
 
5. 美滿人生 
 
6. 歲月如歌 

ILLUSION 

7. Welcome to the future 

8. 隨意門 

9. 時代巨輪 

10. 大人 

11. 碌卡 

12. 活躍症 

FEELING 

13. Stranger under my skin 

14. 沙龍 

15. 積木 

16. 淘汰  

17. 你的背包 

18. 愛情轉移 

19. 結束開始 

ENJOY 

20. 怕死 

21. 狂人日記 

22. 夕陽無限好 

23. 今日 

24. 我的快樂時代 

25. 時代曲 

第一場ENCORE 

26. K歌之王 

27. 浮誇 
  
28. 重口味 

第二場ENCORE 

26. 天下無雙 

27. 明年今日 
  
28. 重口味 

LIFE 

1. Special thanks to 1 

2. 倒帶人生 
 
3. 路...一直都在 

4. 早開的長途班 
 
5. 床頭燈 

ILLUSION 

6. Welcome to the future 

7. 樂園 

8. 要你的 

9. 看穿 

10. 獨居動物 

11. 謝謝儂 

FEELING 

12. 多少 

13. 積木 

14. 謀情害命 

15. 全世界失眠  

16. 淘汰（第一場） 

17. 你的背包 

18. 愛情轉移 

19. 狂人日記 

ENJOY 

20. 人造衛星 

21. 世界 

22. 內疚 

23. 聖誕結 

24. K歌之王（國） 

25. 給你 

26. 時代曲 

第一場ENCORE 

27. 十年 

28. 單車 
  
29. 重口味 

第二場ENCORE 

27. 淘汰（嘉賓：周杰倫） 

28. 心的距離 
 
29. 十年 
 
30. 重口味 

LIFE 

1. Special thanks to 1 

2. 倒帶人生 
 
3. 路...一直都在 

4. 早開的長途班 
 
5. 床頭燈 

ILLUSION 

6. Welcome to the future 

7. 樂園 

8. 要你的 

9. 看穿 

10. 獨居動物 

11. 謝謝儂 

FEELING 

12. 多少 

13. 謀情害命 

14. 不要說話 

15. 全世界失眠  

16. 你的背包 

17. 愛情轉移 

18. 狂人日記 

ENJOY 

19. 人造衛星 

20. 世界 

21. 內疚 

22. 聖誕結 

23. K歌之王（國） 

24. 給你 

25. 胭脂扣（清唱）（原唱梅艷芳，為紀念其而設） 

26. 時代曲 

ENCORE 

27. 淘汰 

28. 十年 
  
29. 夕陽無限好 

30. 單車 

31. 我甲你 

32. 重口味 

LIFE 

1. 今天只做一件事 

2. 花花世界 
 
3. 路...一直都在 

4. 早開的長途班 
 
5. 歲月如歌 

ILLUSION 

6. Welcome to the future 

7. 樂園 

8. 時代巨輪 

9. 大人 

10. 碌卡 

11. 謝謝儂 

FEELING 

12. 多少 

13. 沙龍 

14. 幸福摩天輪 

15. 不要說話  

16. 聖誕結 

17. 你的背包 

18. 愛情轉移/富士山下（澳門） 

19. 結束開始 

ENJOY 

20. 怕死 

21. 時光倒流二十年 

22. 陀飛輪 

23. 夕陽無限好 

24. 今日 

25. 我的快樂時代 

26. 時代曲 

第二場ENCORE（澳門）

27. 任我行 

28. 單車 
  
29. 重口味 

ENCORE（巴黎）

27. 淘汰 

28. 浮誇 

LIFE 

1. 今天只做一件事 

2. 花花世界 
 
3. 路...一直都在 

4. 早開的長途班 
 
5. 歲月如歌 

ILLUSION 

6. Welcome to the future 

7. 樂園 

8. 時代巨輪 

9. 大人 

10. 碌卡 

11. 謝謝儂 

FEELING 

12. 多少 

13. 沙龍 

14. 幸福摩天輪 

15. 謀情害命  

16. 不要說話 

17. 你的背包 

18. 愛情轉移 

19. 結束開始 

ENJOY 

20. 怕死 

21. 對不起謝謝（其他場）/陀飛輪（廣州，深圳場） 

22. 十年（其他場）/明年今日（廣州，深圳場） 

23. 夕陽無限好 

24. 今日 

25. 我的快樂時代 

26. 時代曲 

### 香港站選取歌曲
|    | 日期    | 專輯                   | 選取歌曲數目 | 歌曲                               |
| -- | ------- | ---------------------- | ------------ | ---------------------------------- |
| 1  | 1996.08 | 陳奕迅                 | 1            | 時代曲                             |
| 2  | 1998.05 | 我的快樂時代           | 1            | 我的快樂時代                       |
| 3  | 1998.12 | 新生活                 | 1            | 美滿人生                           |
| 4  | 1999.05 | 天佑愛人               | 2            | 每一個明天、今日                   |
| 5  | 1999.11 | 幸福                   | 2            | 幸福摩天輪、時光倒流二十年         |
| 6  | 2000.09 | 打得火熱               | 1            | 活躍症                             |
| 7  | 2001.11 | The Easy Ride          | 1            | 結束開始                           |
| 8  | 2002.07 | The Line-Up            | 2            | 隨意門、人來人往                   |
| 9  | 2003.07 | Live for Today         | 1            | 歲月如歌                           |
| 10 | 2005.06 | U87                    | 3            | 葡萄成熟時、怕死、夕陽無限好       |
| 11 | 2006.02 | Life Continues...      | 2            | 最佳損友、落花流水                 |
| 12 | 2007.10 | Listen To Eason Chan   | 1            | 時代巨輪                           |
| 13 | 2009.03 | H³M                    | 3            | 今天只做一件事、Life Goes On、沙龍 |
| 14 | 2010.03 | Time Flies             | 2            | 大人、陀飛輪                       |
| 15 | 2010.10 | Taste the Atmosphere   | 2            | 花花世界、Welcome to the future    |
| 16 | 2011.02 | Stranger Under My Skin | 1            | Stranger under my skin             |
| 17 | 2012.08 | ...3mm                 | 2            | 碌卡、信任                         |

### 台北、高雄站選取歌曲
|    | 日期    | 專輯                   | 選取歌曲數目 | 歌曲                                                                  |
| -- | ------- | ---------------------- | ------------ | --------------------------------------------------------------------- |
| 1  | 1996.08 | 陳奕迅                 | 1            | 時代曲                                                                |
| 2  | 2001.07 | 反正是我               | 2            | 全世界失眠(國)、K歌之王(國)                                           |
| 3  | 2002.04 | Special Thanks to...   | 4            | 謝謝儂(國)、你的背包(國)、狂人日記(國)、人造衛星(國)                  |
| 4  | 2003.04 | 黑·白·灰               | 2            | 要你的(國)、世界(國)                                                  |
| 5  | 2003.11 | 七                     | 1            | 聖誕結(國)                                                            |
| 6  | 2005.11 | 怎麼樣                 | 1            | 早開的長途班(國)                                                      |
| 7  | 2007.04 | 認了吧                 | 2            | 淘汰(國)（台北第一場）、愛情轉移(國)                                  |
| 8  | 2008.07 | 不想放手               | 3            | 倒帶人生(國)、路...一直都在(國)、獨居動物(國)、不要說話(國)（高雄場） |
| 9  | 2009.09 | 上五樓的快活           | 4            | 床頭燈(國)、多少(國)、謀情害命(國)、給你(國)                          |
| 10 | 2010.10 | Taste the Atmosphere   | 1            | Welcome to the Future(英)                                             |
| 11 | 2011.02 | Stranger Under My Skin | 1            | 樂園(國)                                                              |
| 12 | 2011.11 | ?                      | 3            | 看穿(國)、積木(國)、內疚(國)                                          |

### 第二階段：2015-2016 ANOTHER EASON's LIFE 世界巡迴演唱會
LIFE 

1. 娛樂天空 

2. 早開的長途班 
 
3. 路...一直都在 

4. 淘汰 
 
5. 你的背包 

6. 不如這樣 

7. 四季圈 

ILLUSION 

8. 不如承諾來的簡單 

9. 浮城 

10. 世界 

11. 樂園 

12. 大人 

13. 碌卡 

14. 謝謝儂 

FEELING 

15. 多少 

16. 可以了 

17. 愛情轉移+富士山下 

18. 沙龍 

ENJOY 

19. Welcome to the future 

20. 時代巨輪 

21. 結束開始 

22. 怕死 

23. 夕陽無限好 

24. 今日 

25. 我的快樂時代 

26. 時代曲 

LIFE 

1. 娛樂天空 

2. 早開的長途班 
 
3. 路...一直都在 

4. 淘汰 
 
5. 無條件 

6. 好久不見+不如不見 

7. 四季圈 

ILLUSION 

8. 不如承諾來的簡單 

9. 浮誇 

10. 世界 

11. 樂園 

12. 大人 

13. 碌卡 

14. 謝謝儂 

FEELING 

15. 多少 

16. 可以了 

17. 愛情轉移+富士山下 

18. 沙龍 

ENJOY 

19. Welcome to the future 

20. 時代巨輪 

21. 結束開始 

22. 怕死 

23. 夕陽無限好 

24. 今日 

25. 我的快樂時代 

26. 時代曲 

LIFE 

1. 娛樂天空 

2. 早開的長途班 
 
3. 路...一直都在 

4. 淘汰 
 
5. 無條件 

6. 好久不見+不如不見 

7. 陀飛輪 

ILLUSION 

8. 不如承諾來的簡單 

9. 浮誇 

10. 無人之境 

11. 樂園 

12. 大人 

13. 碌卡 

14. 謝謝儂 

FEELING 

15. 多少 

16. 可以了 

17. 愛情轉移+富士山下 

18. 沙龍 

ENJOY 

19. Welcome to the future 

20. 時代巨輪 

21. 結束開始 

22. 怕死 

23. 夕陽無限好 

24. 今日 

25. 我的快樂時代 

26. 時代曲 

LIFE 

1. 娛樂天空 

2. 早開的長途班 
 
3. 路...一直都在 

4. 淘汰 
 
5. 無條件 

6. 好久不見+不如不見 

7. 四季圈 

ILLUSION 

8. 不如承諾來的簡單 

9. 浮城 

10. 我們都寂寞 

11. 閃 

12. 變色龍 

13. 2001太空漫遊 

FEELING 

14. 多少 

15. 可以了 

16. 愛情轉移+富士山下 

17. 沙龍 

ENJOY 

18. Welcome to the future 

19. 時代巨輪 

20. 結束開始 

21. 怕死 

22. 夕陽無限好 

23. 今日 

24. 我的快樂時代 

25. 給你 

第一場ENCORE 

26. 春夏秋冬（原唱張國榮，為紀念其而設） 

27. 世界（為向作曲人陳小霞致謝而設）  

第二場ENCORE 

26. 十年 

27. 陰天快樂 

第三場ENCORE 

26. 兄妹 

27. 你的背包 

28. 不如這樣 

29. 十年 

第四場ENCORE 

26. 十年 

27. 春夏秋冬（原唱張國榮） 

28. 不要說話 

29. 葡萄成熟時 

30. 重口味 

LIFE 

1. 娛樂天空 

2. 早開的長途班 
 
3. 路...一直都在 

4. 淘汰 
 
5. 無條件 

6. 好久不見+不如不見 

7. 四季圈 

ILLUSION 

8. 不如承諾來的簡單 

9. 浮城 

10. 我們都寂寞 

11. 閃 

12. 變色龍 

13. 2001太空漫遊 

FEELING 

14. 多少/黑洞（部分場次） 

15. 可以了/陰天快樂（部分場次） 

16. 愛情轉移+富士山下 

17. 沙龍 

ENJOY 

18. Welcome to the future 

19. 時代巨輪 

20. 結束開始 

21. 怕死 

22. 夕陽無限好 

23. 今日 

24. 我的快樂時代 

25. 給你 

LIFE 

1. 娛樂天空 

2. 早開的長途班 
 
3. 路...一直都在 

4. 淘汰 
 
5. 無條件 

6. 好久不見+不如不見 

7. 四季圈 

ILLUSION 

8. 不如承諾來的簡單 

9. 浮城 

10. 我們都寂寞 

11. 閃 

12. 變色龍 

13. 2001太空漫遊 

FEELING 

14. 多少 

15. 可以了 

16. 愛情轉移+富士山下 

17. 沙龍 

ENJOY 

18. Welcome to the future 

19. 時代巨輪 

20. 結束開始 

21. 怕死 

22. 夕陽無限好 

23. 今日 

24. 我的快樂時代 

25. 給你（僅第二場）

第一場ENCORE 

26. I Do 

27. 不要說話 

28. 夜空中最亮的星（原唱逃跑計劃） 

29. 十年 

30. 給你 

第二場ENCORE 

26. 兄妹 

27. 不如這樣 

28. 十年 

29. 春夏秋冬（原唱張國榮） 

30. 夜空中最亮的星（原唱逃跑計劃） 

31. 大開眼戒 

32. 你給我聽好 

33. 重口味 

### 澳門站選取歌曲
|    | 日期    | 專輯                   | 選取歌曲數目 | 歌曲                                           |
| -- | ------- | ---------------------- | ------------ | ---------------------------------------------- |
| 1  | 1996.08 | 陳奕迅                 | 1            | 時代曲                                         |
| 2  | 1998.05 | 我的快樂時代           | 1            | 我的快樂時代                                   |
| 3  | 1999.05 | 天佑愛人               | 1            | 今日                                           |
| 4  | 2002.04 | Special Thanks to...   | 1            | 謝謝儂(國)                                     |
| 5  | 2001.11 | The Easy Ride          | 1            | 結束開始                                       |
| 6  | 2005.06 | U87                    | 3            | 浮誇、怕死、夕陽無限好                         |
| 7  | 2005.11 | 怎麼樣                 | 1            | 早開的長途班(國)                               |
| 8  | 2006.11 | What's Going On...?    | 2            | 不如不見、富士山下                             |
| 9  | 2007.04 | 認了吧                 | 3            | 好久不見(國)、淘汰(國)、愛情轉移(國)           |
| 10 | 2007.10 | Listen To Eason Chan   | 1            | 時代巨輪                                       |
| 11 | 2008.07 | 不想放手               | 1            | 路...一直都在(國)                              |
| 12 | 2009.03 | H³M                    | 1            | 沙龍                                           |
| 13 | 2009.09 | 上五樓的快活           | 1            | 多少(國)                                       |
| 14 | 2010.03 | Time Flies             | 3            | 陀飛輪、無人之境、大人                         |
| 15 | 2010.10 | Taste the Atmosphere   | 1            | Welcome to the future                          |
| 16 | 2011.02 | Stranger Under My Skin | 1            | 樂園(國)                                       |
| 17 | 2012.08 | ...3mm                 | 1            | 碌卡                                           |
| 18 | 2014.05 | Rice & Shine           | 3            | 娛樂天空(國)、不如承諾來的簡單(國)、可以了(國) |
| 19 | 2015.07 | 準備中                 | 1            | 無條件                                         |

### 台北站選取歌曲
|    | 日期    | 專輯                           | 選取歌曲數目 | 歌曲                                                       |
| -- | ------- | ------------------------------ | ------------ | ---------------------------------------------------------- |
| 1  | 1998.05 | 我的快樂時代                   | 1            | 我的快樂時代                                               |
| 2  | 1999.05 | 天佑愛人                       | 1            | 今日                                                       |
| 3  | 2001.04 | Shall We Dance? Shall We Talk! | 1            | 2001太空漫遊                                               |
| 4  | 2001.11 | The Easy Ride                  | 1            | 結束開始                                                   |
| 5  | 2003.04 | 黑·白·灰                       | 1            | 我們都寂寞(國)                                             |
| 6  | 2005.06 | U87                            | 2            | 怕死、夕陽無限好                                           |
| 7  | 2005.11 | 怎麼樣                         | 2            | 早開的長途班(國)、浮城(國)                                 |
| 8  | 2006.11 | What's Going On...?            | 2            | 不如不見、富士山下                                         |
| 9  | 2007.04 | 認了吧                         | 3            | 好久不見(國)、淘汰(國)、愛情轉移(國)                       |
| 10 | 2007.10 | Listen To Eason Chan           | 3            | 閃、變色龍、時代巨輪                                       |
| 12 | 2008.07 | 不想放手                       | 1            | 路...一直都在(國)                                          |
| 13 | 2009.03 | H³M                            | 1            | 沙龍                                                       |
| 14 | 2009.09 | 上五樓的快活                   | 2            | 多少(國)、給你(國)                                         |
| 15 | 2010.10 | Taste the Atmosphere           | 1            | Welcome to the future                                      |
| 16 | 2014.05 | Rice & Shine                   | 4            | 娛樂天空(國)、四季圈(國)、不如承諾來的簡單(國)、可以了(國) |
| 17 | 2015.07 | 準備中                         | 1            | 無條件                                                     |

## 巡回演出

### 第一階段：2013-2014 EASON's LIFE 世界巡迴演唱會
| 日期                                       | 名稱                                   | 場地                                       | 城市           |
| ------------------------------------------ | -------------------------------------- | ------------------------------------------ | -------------- |
| 2014年12月27日                             | EASON's LIFE 陳奕迅2014演唱會 柳州站   | 柳州體育中心                               | 中国大陆柳州   |
| 2014年12月20日                             | EASON's LIFE 陳奕迅2014演唱會 深圳站   | 深圳灣體育中心體育場                       | 中国大陆深圳   |
| 2014年12月13日                             | EASON's LIFE 陳奕迅2014演唱會 佛山站   | 佛山世紀蓮體育中心                         | 中国大陆佛山   |
| 2014年12月6日                              | EASON's LIFE 陳奕迅2014演唱會 福州站   | 福建省體育中心體育場                       | 中国大陆福州   |
| 2014年11月29日                             | EASON's LIFE 陳奕迅2014演唱會 寧波站   | 寧波富邦體育場                             | 中国大陆寧波   |
| 2014年11月22日                             | EASON's LIFE 陳奕迅2014演唱會 常州站   | 常州奧林匹克體育中心                       | 中国大陆常州   |
| 2014年11月15日                             | EASON's LIFE 陳奕迅2014演唱會 杭州站   | 黃龍體育中心                               | 中国大陆杭州   |
| 2014年11月8日                              | EASON's LIFE 陳奕迅2014演唱會 溫州站   | 溫州體育中心                               | 中国大陆溫州   |
| 2014年11月1日                              | EASON's LIFE 陳奕迅2014演唱會 合肥站   | 合肥奧林匹克體育中心                       | 中国大陆合肥   |
| 2014年10月25日                             | EASON's LIFE 陳奕迅2014演唱會 南通站   | 南通市體育會展中心體育場                   | 中国大陆南通   |
| 2014年10月18日                             | EASON's LIFE 陳奕迅2014演唱會 蘇州站   | 蘇州體育中心體育場                         | 中国大陆蘇州   |
| 2014年10月11-12日                          | EASON's LIFE 陳奕迅2014演唱會 上海站   | 虹口足球場                                 | 中国大陆上海   |
| 2014年9月27日                              | EASON's LIFE 陳奕迅2014演唱會 鄭州站   | 河南省體育中心                             | 中国大陆鄭州   |
| 2014年9月20日                              | EASON's LIFE 陳奕迅2014演唱會 青島站   | 青岛体育中心国信体育场                     | 中国大陆青島   |
| 2014年9月13日                              | EASON's LIFE 陳奕迅2014演唱會 天津站   | 天津奧林匹克體育中心體育場                 | 中国大陆天津   |
| 2014年9月6日                               | EASON's LIFE 陳奕迅2014演唱會 大連站   | 大連體育中心體育場                         | 中国大陆大連   |
| 2014年8月30日                              | EASON's LIFE 陳奕迅2014演唱會 瀋陽站   | 瀋陽奧林匹克體育中心                       | 中国大陆瀋陽   |
| 2014年8月23日                              | EASON's LIFE 陳奕迅2014演唱會 哈爾濱站 | 哈爾濱國際會議展覽體育中心體育場           | 中国大陆哈爾濱 |
| 2014年8月16日                              | EASON's LIFE 陳奕迅2014演唱會 北京站   | 北京工人體育場                             | 中国大陆北京   |
| 2014年8月9日                               | EASON's LIFE 陳奕迅2014演唱會 江陰站   | 江陰市體育中心                             | 中国大陆江陰   |
| 2014年8月2日                               | EASON's LIFE 陳奕迅2014演唱會 南寧站   | 广西体育中心                               | 中国大陆南寧   |
| 2014年7月5日                               | EASON's LIFE 陳奕迅2014演唱會 南昌站   | 江西省奥体中心体育场                       | 中国大陆南昌   |
| 2014年6月28日                              | EASON's LIFE 陳奕迅2014演唱會 武漢站   | 武漢體育中心體育場                         | 中国大陆武漢   |
| 2014年6月21日                              | EASON's LIFE 陳奕迅2014演唱會 廈門站   | 廈門市體育中心                             | 中国大陆廈門   |
| 2014年6月14日                              | EASON's LIFE 陳奕迅2014演唱會 廣州站   | 天河體育中心體育場                         | 中国大陆廣州   |
| 2014年5月31日                              | EASON's LIFE 陳奕迅2014演唱會 昆明站   | 昆明拓東體育場                             | 中国大陆昆明   |
| 2014年5月24日                              | EASON's LIFE 陳奕迅2014演唱會 貴陽站   | 貴陽市奧林匹克體育中心                     | 中国大陆貴陽   |
| 2014年5月17日                              | EASON's LIFE 陳奕迅2014演唱會 達州站   | 達州市體育中心                             | 中国大陆達州   |
| 2014年5月10日                              | EASON's LIFE 陳奕迅2014演唱會 自貢站   | 自貢南湖體育中心                           | 中国大陆自貢   |
| 2014年4月26日                              | EASON's LIFE 陳奕迅2014演唱會 重慶站   | 重慶奧林匹克體育中心                       | 中国大陆重慶   |
| 2014年4月19日                              | EASON's LIFE 陳奕迅2014演唱會 檳城站   | Penang International Sports Arena          | 马来西亚檳城   |
| 2014年4月12-13日                           | EASON's LIFE 陳奕迅2014演唱會 成都站   | 成都市體育中心                             | 中国大陆成都   |
| 2014年3月31日                              | EASON's LIFE 陳奕迅2014演唱會 巴黎站   | Zénith de Paris                            | 法國巴黎       |
| 2014年3月28日                              | EASON's LIFE 陳奕迅2014演唱會 倫敦站   | O2體育館                                   | 英国倫敦       |
| 2014年3月14-15日                           | EASON's LIFE 陳奕迅2014演唱會 澳門站   | 金光綜藝館                                 | 澳門           |
| 2014年3月1日                               | EASON's LIFE 陳奕迅2014演唱會 新加坡站 | 新加坡室內體育館                           | 新加坡         |
| 2013年12月28日                             | EASON's LIFE 陳奕迅2013演唱會 高雄站   | 高雄巨蛋                                   | 臺灣高雄       |
| 2013年12月20-21日                          | EASON's LIFE 陳奕迅2013演唱會 台北站   | 台北小巨蛋                                 | 臺灣台北       |
| 2013年12月3日                              | EASON's LIFE 陳奕迅2013演唱會 温哥华站 | 羅渣士體育館                               | 加拿大温哥华   |
| 2013年11月30日-12月1日                     | EASON's LIFE 陳奕迅2013演唱會 聖荷西站 | San Jose State Event Center                | 美国聖荷西     |
| 2013年11月23日                             | EASON's LIFE 陳奕迅2013演唱會 多伦多站 | Ricoh Coliseum                             | 加拿大多倫多   |
| 2013年11月8-9日                            | EASON's LIFE 陳奕迅2013演唱會 曼谷站   | 中央世界商業中心                           | 泰國曼谷       |
| 2013年10月19日                             | EASON's LIFE 陳奕迅2013演唱會 吉隆坡站 | 默迪卡體育場                               | 马来西亚吉隆坡 |
| 2013年9月29日                              | EASON's LIFE 陳奕迅2013演唱會 悉尼站   | Sydney Entertainment Centre                | 悉尼           |
| 2013年9月27日                              | EASON's LIFE 陳奕迅2013演唱會 墨爾本站 | Melbourne Convention and Exhibition Centre | 墨爾本         |
| 2013年7月6-14,16-21,23-28,30-31日,8月1-2日 | EASON's LIFE 陳奕迅2013演唱會 香港站   | 香港體育館                                 | 香港           |

### 第二階段：2015-2016 ANOTHER EASON's LIFE 世界巡迴演唱會
| 日期              | 名稱                                               | 場地                                 | 城市             |
| ----------------- | -------------------------------------------------- | ------------------------------------ | ---------------- |
| 2016年10月21-22日 | ANOTHER EASON's LIFE 陳奕迅2016演唱會 北京站       | 国家体育场                           | 中国大陆北京     |
| 2016年10月15日    | ANOTHER EASON's LIFE 陳奕迅2016演唱會 瀋陽站       | 瀋陽奧林匹克體育中心                 | 中国大陆瀋陽     |
| 2016年10月8日     | ANOTHER EASON's LIFE 陳奕迅2016演唱會 大連站       | 大連體育中心體育場                   | 中国大陆大連     |
| 2016年9月30日     | ANOTHER EASON's LIFE 陳奕迅2016演唱會 廣州站       | 廣州大學城中心區體育場               | 中国大陆廣州     |
| 2016年9月24日     | ANOTHER EASON's LIFE 陳奕迅2016演唱會 合肥站       | 合肥奧林匹克體育中心                 | 中国大陆合肥     |
| 2016年9月17日     | ANOTHER EASON's LIFE 陳奕迅2016演唱會 蘇州站       | 蘇州體育中心體育場                   | 中国大陆蘇州     |
| 2016年9月10日     | ANOTHER EASON's LIFE 陳奕迅2016演唱會 福州站       | 福州海峽奧體中心                     | 中国大陆福州     |
| 2016年7月16-17日  | ANOTHER EASON's LIFE 陳奕迅2016演唱會 深圳站       | 深圳灣體育中心體育場                 | 中国大陆深圳     |
| 2016年7月9日      | ANOTHER EASON's LIFE 陳奕迅2016演唱會 南昌站       | 南昌國際體育中心體育場               | 中国大陆南昌     |
| 2016年7月2日      | ANOTHER EASON's LIFE 陳奕迅2016演唱會 貴陽站       | 貴陽市奧林匹克體育中心               | 中国大陆貴陽     |
| 2016年6月24日     | ANOTHER EASON's LIFE 陳奕迅2016演唱會 成都站       | 成都市體育中心                       | 中国大陆成都     |
| 2016年6月18日     | ANOTHER EASON's LIFE 陳奕迅2016演唱會 南寧站       | 廣西體育中心體育場                   | 中国大陆南寧     |
| 2016年6月11日     | ANOTHER EASON's LIFE 陳奕迅2016演唱會 青島站       | 國信體育中心體育場                   | 中国大陆青島     |
| 2016年5月28日     | ANOTHER EASON's LIFE 陳奕迅2016演唱會 天津站       | 天津奧林匹克中心體育場               | 中国大陆天津     |
| 2016年5月21日     | ANOTHER EASON's LIFE 陳奕迅2016演唱會 鄭州站       | 河南省體育中心                       | 中国大陆鄭州     |
| 2016年5月14日     | ANOTHER EASON's LIFE 陳奕迅2016演唱會 杭州站       | 黃龍體育中心體育場                   | 中国大陆杭州     |
| 2016年5月7日      | ANOTHER EASON's LIFE 陳奕迅2016演唱會 上海站       | 上海體育場                           | 中国大陆上海     |
| 2016年4月30日     | ANOTHER EASON's LIFE 陳奕迅2016演唱會 廈門站       | 廈門市體育中心                       | 中国大陆廈門     |
| 2016年4月23日     | ANOTHER EASON's LIFE 陳奕迅2016演唱會 佛山站       | 佛山世紀蓮體育中心                   | 中国大陆佛山     |
| 2016年4月1-4日    | ANOTHER EASON's LIFE 陳奕迅2016演唱會 台北站       | 台北小巨蛋                           | 臺灣             |
| 2016年2月26-28日  | ANOTHER EASON's LIFE 陳奕迅2016演唱會 吉隆坡站     | 雲頂雲星劇場                         | 马来西亚吉隆坡   |
| 2015年12月30-31日 | ANOTHER EASON's LIFE 陳奕迅2015演唱會 澳門站       | 金光綜藝館                           | 澳門             |
| 2015年12月18日    | ANOTHER EASON's LIFE 陳奕迅2015演唱會 多倫多站     | Air Canada Center                    | 加拿大多倫多     |
| 2015年12月16日    | ANOTHER EASON's LIFE 陳奕迅2015演唱會 卡加利站     | Stampede Corral                      | 加拿大卡加利     |
| 2015年12月13日    | ANOTHER EASON's LIFE 陳奕迅2015演唱會 溫哥華站     | Rogers Arena                         | 加拿大溫哥華     |
| 2015年12月11日    | ANOTHER EASON's LIFE 陳奕迅2015演唱會 聖荷西站     | San Jose State Event Center          | 美国聖荷西       |
| 2015年12月6日     | ANOTHER EASON's LIFE 陳奕迅2015演唱會 紐約站       | The Theater at Madison Square Garden | 美国紐約         |
| 2015年12月4日     | ANOTHER EASON's LIFE 陳奕迅2015演唱會 蒙特利爾站   | Bell Center                          | 加拿大蒙特利爾   |
| 2015年11月28日    | ANOTHER EASON's LIFE 陳奕迅2015演唱會 拉斯維加斯站 | The AXIS at Planet Hollywood         | 美国拉斯維加斯   |
| 2015年11月14日    | ANOTHER EASON's LIFE 陳奕迅2015演唱會 中山站       | 中山市興中體育場                     | 中国大陆廣中山   |
| 2015年11月7日     | ANOTHER EASON's LIFE 陳奕迅2015演唱會 嘉興站       | 嘉興市體育中心體育場                 | 中国大陆嘉興     |
| 2015年10月31日    | ANOTHER EASON's LIFE 陳奕迅2015演唱會 石家莊站     | 裕彤國際體育場                       | 中国大陆貴陽     |
| 2015年10月23日    | ANOTHER EASON's LIFE 陳奕迅2015演唱會 重慶站       | 重慶市奧林匹克體育中心               | 中国大陆重庆     |
| 2015年10月14日    | ANOTHER EASON's LIFE 陳奕迅2015演唱會 奧克蘭站     | Vector Arena                         | 新西兰奧克蘭     |
| 2015年10月11日    | ANOTHER EASON's LIFE 陳奕迅2015演唱會 墨爾本站     | Melbourne Convention Centre          | 墨爾本           |
| 2015年10月9日     | ANOTHER EASON's LIFE 陳奕迅2015演唱會 悉尼站       | Qantas Credit Union Arena            | 悉尼             |
| 2015年9月19日     | ANOTHER EASON's LIFE 陳奕迅2015演唱會 長春站       | 南嶺體育場                           | 中国大陆長春     |
| 2015年9月12日     | ANOTHER EASON's LIFE 陳奕迅2015演唱會 濟南站       | 濟南奧林匹克體育中心體育場           | 中国大陆濟南     |
| 2015年9月5日      | ANOTHER EASON's LIFE 陳奕迅2015演唱會 西安站       | 陝西省體育場                         | 中国大陆西安     |
| 2015年8月29日     | ANOTHER EASON's LIFE 陳奕迅2015演唱會 湖州站       | 德清體育中心體育場                   | 中国大陆湖州     |
| 2015年8月22日     | ANOTHER EASON's LIFE 陳奕迅2015演唱會 湛江站       | 湛江體育中心體育場                   | 中国大陆湛江     |
| 2015年8月15日     | ANOTHER EASON's LIFE 陳奕迅2015演唱會 惠州站       | 惠州奧林匹克體育場                   | 中国大陆惠州     |
| 2015年7月4日      | ANOTHER EASON's LIFE 陳奕迅2015演唱會 呼和浩特站   | 呼和浩特體育場                       | 中国大陆呼和浩特 |
| 2015年6月20日     | ANOTHER EASON's LIFE 陳奕迅2015演唱會 徐州站       | 徐州奧林匹克體育場                   | 中国大陆徐州     |
| 2015年6月13日     | ANOTHER EASON's LIFE 陳奕迅2015演唱會 太原站       | 山西體育中心紅燈籠體育場             | 中国大陆太原     |
| 2015年6月6日      | ANOTHER EASON's LIFE 陳奕迅2015演唱會 遵義站       | 匯川體育場                           | 中国大陆遵義     |
| 2015年5月9日      | ANOTHER EASON's LIFE 陳奕迅2015演唱會 泉州站       | 泉州海峽體育中心體育場               | 中国大陆泉州     |
| 2015年5月2日      | ANOTHER EASON's LIFE 陳奕迅2015演唱會 麗水站       | 麗水市體育場                         | 中国大陆麗水     |
| 2015年4月18日     | ANOTHER EASON's LIFE 陳奕迅2015演唱會 洛陽站       | 洛陽新區體育場                       | 中国大陆洛陽     |
| 2015年4月11日     | ANOTHER EASON's LIFE 陳奕迅2015演唱會 南京站       | 南京奧林匹克體育中心                 | 中国大陆南京     |
| 2015年4月4日      | ANOTHER EASON's LIFE 陳奕迅2015演唱會 長沙站       | 賀龍體育文化中心                     | 中国大陆長沙     |

## 影音出版
| 日期           | 產品名稱                                | 類型    | 發行公司   | 發行地區 |
| -------------- | --------------------------------------- | ------- | ---------- | -------- |
| 2013年12月28日 | Eason's Life 陳奕迅2013演唱會 (2 CD)    | CD      | 新藝寶唱片 | 香港     |
| 2013年12月28日 | Eason's Life 陳奕迅2013演唱會 (2 DVD)   | DVD     | 新藝寶唱片 | 香港     |
| 2014年1月29日  | Eason's Life 陳奕迅2013演唱會 (Blu-ray) | Blu-ray | 新藝寶唱片 | 香港     |

## 事件紀錄

### 音樂會紀錄
- 2013年7月19日：香港著名男歌手張學友出席Eason 演唱會，被台下觀眾要求與Eason 合唱，幾番擾攘下造就陳奕迅和張學友「E神」與「歌神」的世紀合唱，最後二人合唱一曲《每天愛你多一些》。

- 2013年8月2日：《Eason's LIFE》的正規選曲部份並沒有陳奕迅的最新專輯《The Key》的歌曲。在香港站尾場的安歌部份，Eason 終於演唱最新專輯《The Key》的歌曲《床頭床尾》，並演唱早前部分場次曾安歌的《主旋律》，收錄在演唱會的音樂產品。

### 爭議
- 2013年8月：藝人陳冠希名下製作公司Ding Dong Team Limited與陳奕迅經理人陳家瑛，早前以210萬元簽約合作，由公司製作錄像片段在《Eason's LIFE》個唱內播出，惟陳家瑛僅付100萬元。結果Ding Dong Team Limited入稟法院，追討陳家瑛110萬元製作費用及賠償。[4]][5]

- 2013年12月：《EASON's LIFE 2013演唱會》推出CD、DVD及Blu-ray 產品，但當中作詞人黃偉文填詞共十三首作品均沒有收錄在內，網絡上眾說紛紜，有部份網民懷疑是因為唱片公司與填詞人分賬上沒有共識而一拍兩散，結果引起部份歌迷與消費者不滿與罷買。陳奕迅解釋事件為商業決定，曾向公司爭取不果，但強調事件沒有影響他與黃偉文的友誼[6][7]。

## 外部連結
- Timable：《陳奕迅Eason's Life演唱會2013》全紀錄及短評（页面存档备份，存于）
- 蘋果日報：Eason個唱Rundown全面睇（页面存档备份，存于）
- 輔仁網：曲不高而和寡的《Eason’s Life》（页面存档备份，存于）